# 哈尔滨公交2路
哈尔滨公交2路是哈尔滨公交的一条线路，由道里区通江湿地公交枢纽站到香坊区果园小区，全程14公里。

## 历史
- 1947年2月开辟，始发站南岗秋林至警察街（友谊路）终点。
- 1948年，始发站改至南岗教堂街（革新街），途经和平路、小北屯至草料街（红旗大街）终点站，全长5公里，配车4台。
- 1949年，始发站改至哈一百，途经南岗秋林、教堂街、和平路、小北屯至终点香坊草料街，全长8.6公里，配车6台。
- 1951年，始发站改至道里警察街（友谊路），终点缩至教堂街，全长4.8公里，配车8台。
- 1952年9月，终点站改为公滨路。1953年11月，经道里十二道街、经纬街、铁路医院至终点南岗秋林，全长3.6公里，配车9台。
- 1961年，经道里七道街、十二道街、南岗秋林、市工人文化宫、省人委、省医院、西香坊、香坊区人委8个站点至终点红旗大街，全长10.9公里，配车28台，单程运行时间39分。
- 1964年，始发站不变，终点改至横道街，全长10.3公里，配车28台，单程运行时间39分。
- 1985年5月，增设哈尔滨火车站、天鹅饭店站点，全长10.1公里，配通道车29台，单程运行时间42分。
- 1997年7月1日，因中央大街改为步行街，改行通江街，取消道里七道街、十二道街站点，增设上游街、通江街站点。两端终点不变，线长增加0.5公里。
- 2004年12月22日，由中央大街(友谊路)延伸至友谊宫终点。延伸后，增设站点1处，线路里程由原来的10.7公里增至11.6公里，单程运行时间由原来的38分增至41分。[1]
- 2009年12月18日，因果戈里大街改设单行道，公交2路由友谊宫发车，调整经霁虹桥、一曼街、龙江街、东大直街、恢复原线路运行;返回路线不变。单向增设烈士馆、龙江街(省政府方向)2处站点，线路长度由12.8公里增至13公里。
- 2010年7月20日，公交2路由友谊宫发车，至升永街走向不变，由升永街起临时调整经通天街、安埠街、果园街至延福街广场右侧设置终点；返回由延福街广场处发车，经延福街、红旗大街，恢复原线路运行。线路长度由13公里增至14公里，空调车仍在香坊大街终点。
- 2015年10月21日，原2路空调车停止运行。
- 2016年4月，由道里往南岗方向，经北安街，临时调整经霁虹街地道桥，恢复原走向，临时取消经纬街上“儿童电影院”站、“经纬街（中央大街）”站，在北安街新阳路以南路段临时设置“经纬街”站。[2]
- 2018年3月21日因霁虹桥断道改造，从三中起改行一曼街、景阳街、南极街、田地街恢复原线行驶。[3]

### 曾用车型
- 哈客铰接
- 龙日
- 丹东黄海DD6112H1SA（——2007年5月）
- 丹东黄海DD6110HS3（——2007年）
- 丹东黄海DD6121HS5（2007年5月——2009年2月）
- 丹东黄海DD6107S05（2007年——2010年3月17日）
- 丹东黄海DD6107S03（2007年）
- 大连一汽CA6105SQ9（2009年2月——2010年3月17日）
- 丹东黄海DD6109S25（2009年2月——2010年3月17日）
- 厦门金旅XML6105J13CN（2010年3月18日——2011年7月21日）
- 丹东黄海DD6187S01（2011年1月）
- 大连一汽CA6120URN21（2011年7月22日——2013年12月11日）
- 郑州宇通ZK6105HNG2（2013年12月12日——）
- 通联HKC6121CHEV

## 车站一览
| 序号 | 車站名稱                   | 果园小区方向 位置（下行） | 通江湿地公交枢纽站方向 位置（上行） | 换乘轨道交通 |
| ---- | -------------------------- | ------------------------- | ----------------------------------- | ------------ |
| 1    | 通江湿地公交枢纽站         | 通江街/友谊路             | 通江街/友谊路                       |              |
| 2    | 防洪纪念塔（百盛购物广场） | 友谊路                    |                                     |              |
| 3    | 防洪纪念塔（友谊路）       | 友谊路/尚志大街           |                                     |              |
| 4    | 上游街（中央大街）         | 上游街                    |                                     |              |
| 5    | 高谊街                     | 高谊街                    |                                     |              |
| 6    | 东风街                     | 东风街                    |                                     |              |
| 7    | 经纬六道街                 | 北安街/经纬六道街         |                                     |              |
| 8    | 经纬三道街                 | 北安街                    |                                     |              |
| 9    | 经纬街                     | 经纬二道街/经纬街         |                                     |              |
| 10   | 儿童电影院                 | 经纬街/工厂街             |                                     |              |
| 11   | 哈站                       | 月牙街/红军街             |                                     |              |
| 12   | 上游街                     |                           | 通江街/上游街                       |              |
| 13   | 通江街                     |                           | 通江街/东风街                       |              |
| 14   | 道里十二道街               |                           | 西十二道街/中央大街                 |              |
| 15   | 建筑艺术广场               |                           | 地段街                              |              |
| 16   | 哈三中（哈医大四院）       |                           | 果戈里大街/一曼街                   |              |
| 17   | 博物馆                     | 红军街/西大直街           | 红军街/东大直街                     |              |
| 18   | 工人文化宫                 | 中山路/西河沟街           | 中山路/永和街                       |              |
| 19   | 文昌街                     | 中山路/文昌街             | 中山路/文昌街                       |              |
| 20   | 省政府                     | 中山路                    | 中山路                              |              |
| 21   | 天鹅饭店                   | 中山路                    | 中山路                              |              |
| 22   | 省医院                     | 中山路/三辅街             | 中山路/三辅街                       |              |
| 23   | 西香坊                     | 公滨路/中山路             | 公滨路/中山路                       |              |
| 24   | 横道街                     | 公滨路/横道街             | 公滨路/横道街                       |              |
| 25   | 红旗大街（公滨路口）       | 公滨路/红旗大街           |                                     |              |
| 26   | 香滨小学                   | 公滨路/升永街             |                                     |              |
| 27   | 升永街                     | 升永街/安埠街             |                                     |              |
| 28   | 香坊大街（红旗大街路口）   |                           | 香坊大街/红旗大街                   |              |
| 29   | 安埠商厦                   |                           | 延福街                              |              |
| 30   | 兴华小学                   | 延福街                    | 延福街                              |              |
| 31   | 果园小区                   | 延福街/果园街             | 延福街/果园街                       |              |